# آرامگاه سید داود فهلوی
بقعه سید داود فهلوی (خرقه) مربوط به سدهٔ ۷ ه.ق است و در کیلومتر۲۰ جاده فیروزآباد به فراشبند واقع شده و این اثر در تاریخ ۱۷ خرداد ۱۳۷۸ با شمارهٔ ثبت ۲۳۴۹ به‌عنوان یکی از آثار ملی ایران به ثبت رسیده است.